# Sergei Renew

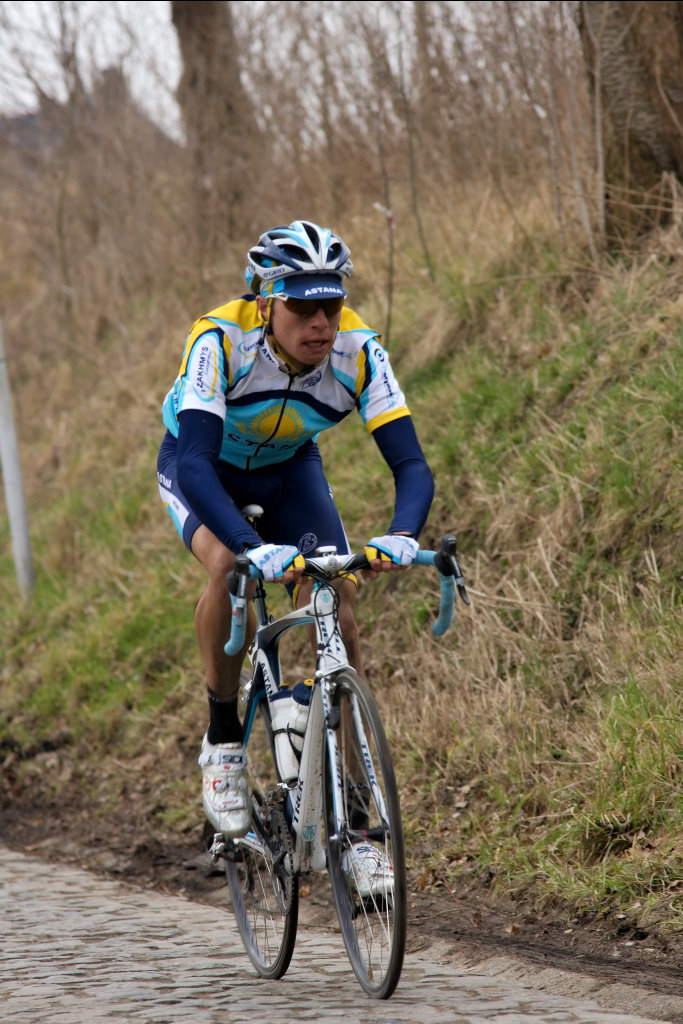
Sergei Renew bei Omloop Het Nieuwsblad 2009

Sergei Renew (russisch Сергей Ренев; * 3. Februar 1985) ist ein kasachischer Straßenradrennfahrer.
Sergei Renew wurde 2005 kasachischer Bergmeister in der U23-Klasse. In der Saison 2006 startete er bei der Straßenrad-Weltmeisterschaft in Salzburg im U23-Straßenrennen, konnte dieses aber nicht beenden. 2007 belegte er den zweiten Platz bei dem italienischen Eintagesrennen Gran Premio Capodarco. In der Saison 2008 fuhr er für das kasachische Continental Team Ulan, wo er nationaler Vizemeister im Straßenrennen wurde. Von der Saison 2009 bis 2012 fuhr Renew für das ProTeam Astana.

## Erfolge
- 2005:  Kasachischer Meister – Berg (U23)
- 2008:  Kasachischen Meisterschaft – Straßenrennen

## Teams
- 2008: Ulan
- 2009: Astana
- 2010: Astana
- 2011: Pro Team Astana
- 2012: Astana Pro Team
- 2013: Continental Team Astana